# داني لايت
داني لايت (بالإنجليزية: Danny Light)‏ (10 يوليو 1948 في المملكة المتحدة - 18 أكتوبر 2014) هو لاعب كرة قدم بريطاني في مركز الهجوم. لعب مع تونبريدج أنغلز وكريستال بالاس وكولتشستر يونايتد ونادي دارتفورد ونادي دوفر ونادي غيلفورد سيتي ونادي ويلدستون لكرة القدم.